# Rogelio Marcelo
Rogelio Marcelo García (Guantánamo, 1965. június 11. –) olimpiai bajnok kubai ökölvívó.

## Amatőr eredményei
- 1989-ben ezüstérmes a világbajnokságon papírsúlyban.
- 1991-ben aranyérmes a pánamerikai játékokon papírsúlyban.
- 1991-ben ezüstérmes a világbajnokságon papírsúlyban.
- 1992-ben olimpiai bajnok papírsúlyban. A döntőben a pályafutása elején járó, de később szintén olimpiai bajnok bolgár Daniel Petrovot győzte le.